# Charles de Dompierre d’Hornoy

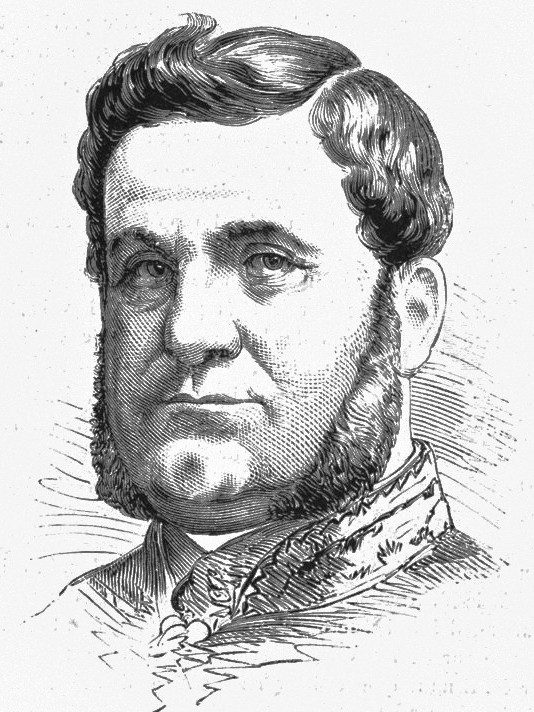
Der neue Minister: M. Dompierre-d’Hornoy, Marineminister; Le Monde Illustré 31. Mai 1873

Charles de Dompierre d’Hornoy, auch Albert genannt, (* 24. Februar 1816 in Hornoy-le-Bourg; † 20. März 1901 in Paris) war ein französischer Admiral und Politiker; letzteres in der Dritten Republik.

## Leben

### Militär
De Dompierre d’Hornoy entstammte einer Adelsfamilie aus der Picardie: der Familie de Dompierre d’Hornoy, die 1735 in Amiens durch Amt geadelt wurde und seit 1935 im ANF eingetragen ist.
Er absolvierte eine Karriere in der Marine, die ihn bis zum Rang eines Vizeadmirals führte. 1829 wurde er zum Aspiranten der 2. Klasse und 1831 der 1. Klasse ernannt. Im Jahr 1834 avancierte er zum Enseigne de Vaisseau. Nach seinem Abschluss an der Marineakademie nahm er 1838 an der Schlacht von San Juan de Ulúa teil. Er wurde 1841 zum Leutnant zur See ernannt und war von 1843 bis 1846 Adjutant Admiral Hugons auf der Station Antillen. Von 1848 bis 1849 war er Kommandant der „Églantine“.
1849 wurde er zum Fregattenkapitän ernannt. 1854 wurde er Zweiter Offizier auf der „Ville de Paris“ unter dem Kommando von Rigault de Genouilly, mit der er am Krimfeldzug teilnahm. Dort zeichnete er sich insbesondere durch seine Energie bei der Versorgung der Kranken während der Cholera-Epidemie aus. Er wurde 1854 Kapitän zur See und führte das Schiff während der Operationen bei der Bombardierung von Sewastopol als Flaggschiff von Admiral Hamelin. Von 1856 bis 1857 übernahm er das Kommando über die „Pomone“ und anschließend über die Korvette „Artémise“ als Leiter der Island-Station. Von 1862 bis 1863 war er Stabschef des Evolutionsgeschwaders.
Im Jahr 1864 wurde er zum Konteradmiral ernannt. Von 1864 bis 1866 übernahm er das Kommando über die kaiserliche Jacht „L’Aigle“, die er während der kaiserlichen Reisen nach Algerien und England leitete. Im Jahr 1866 führte er den osmanischen Sultan nach Frankreich. Von 1867 bis 1869 befehligte er die Abteilung der Panzerschiffe im Ärmelkanal. Im September 1869 wurde er Personaldirektor des Marineministeriums und während des Krieges von 1870 übernahm er ab September vorübergehend die Leitung des Marineministeriums. Während der Belagerung von Paris organisierte er die Rückführung der Kanonen aus den Häfen in die Hauptstadt und organisierte das Marinekorps, das sich während der Blockade durch die Preußen auszeichnete.
Im Jahr 1871 wurde er zum Vizeadmiral ernannt.  Von 1877 bis 1878 befehligte er das Evolutionsgeschwader und wurde 1881 in die Reserve versetzt.

### Politik
De Dompierre d’Hornoy wurde 1871 zum Abgeordneten gewählt; ein Amt, das er bis 1876 und später von 1885 bis zu seinem Tod 1891 innehatte. Von 1876 bis 1882 vertrat er das Département Somme im Senat. Im Parlament vertrat er als Gegner der Republik die legitimistische Rechte und stimmte gegen das Verfassungsgesetz von 1875. Er trennte sich von der Rechten, nachdem diese einem Untersuchungsausschuss betreffend der Tonkin-Kampagne zugestimmt hatte.
Während der Regierungen Broglie I und II war er Marineminister. Er wurde als Großoffizier der Ehrenlegion ausgezeichnet.